# Repo! The Genetic Opera
Repo! The Genetic Opera ist ein als Rockoper gestalteter Horrorfilm des Regisseurs Darren Lynn Bousman, erschienen im Jahr 2008. Unter dem gleichen Titel hat der Regisseur bereits 2006 einen Kurzfilm veröffentlicht. In Deutschland wurde der Film am 2. September im Rahmen des Fantasy Filmfests 2008 gezeigt, in den USA war der Filmstart am 7. November 2008.

## Handlung
Im Jahr 2056 wird die Menschheit von einem Massensterben aufgrund von Organversagen heimgesucht. Der Biotech-Konzern GeneCo unter Leitung des Firmenchefs Rotti Largo bietet Ersatzorgane an, auch gegen Kreditfinanzierung. Wer jedoch den Zahlungen nicht nachkommen kann, wird von sogenannten Repo-Men besucht, die das unter Eigentumsvorbehalt eingepflanzte Organ wieder für den Konzern zurückholen (Genetic Repo Man).
Rotti Largo erfährt von seinem Arzt, dass er unheilbar krank ist und bald sterben wird. Aus diesem Grund macht er sich Gedanken über sein Erbe. Seine eigenen 3 Kinder erscheinen ihm dafür nicht würdig (Things you see in a Graveyard Teil 1).
Shilo Wallace, ein 17-jähriges Mädchen, schleicht sich aus ihrem Zimmer über einen Tunnel zur Gruft ihrer Mutter auf dem Friedhof. Dort begegnet sie dem Grabräuber, welcher Zydrate aus Leichen gewinnt. Dieses Schmerzmittel darf nur von offiziellen Stellen verkauft werden und die Gewinnung aus Toten ist illegal. Die beiden werden von Polizisten umstellt und Shilo wird vom Repo Man gerettet (21st Century Cure).
Zurück in ihrem Zimmer teilt ihr ihr Vater mit, dass sie alles nur fantasiert habe. Shilo leidet offenbar an einer seltenen Blutkrankheit und wird daher von ihrem Vater Nathan, welcher Arzt ist, zuhause umsorgt (Infected).
Rückblick: Vor 17 Jahren verliebten sich Nathan und Marni. Sie heirateten und Marni wurde schwanger. Doch plötzlich erkrankte sie schwer und Nathan suchte nach einem Heilmittel. Kurz nach der Einnahme verstarb Marni aber und Nathan musste in einer Not-OP seine Tochter zur Welt holen.
Nathan kommt über den Tod seiner geliebten Frau nicht hinweg und versucht daher seine Tochter vor der Welt zu beschützen. Er hütet ein dunkles Geheimnis. In Wahrheit arbeitet er für GeneCo als ihr erfolgreichster Repo Man und entnimmt den Leuten bei lebendigen Leib die Organe (Legal Assassin).
Die Largo Brüder streiten inzwischen, wer von ihnen die Firma erben wird. Luigi meint, dass er der klügere und stärkere wäre und es damit verdient hätte. Allerdings sticht er grundlos Leute nieder und zerreißt gerne sein Hemd. Pavi meint, dass er es verdient hätte, weil er der schönste wäre. Er hat selbst kein Gesicht mehr, sondern trägt die Gesichtshaut von anderen. Diese wird mit Hilfe von Klammern an seinem Kopf befestigt (Mark it up).
Rotti Largo sitzt in seinem Auto und erinnert sich an die Vergangenheit.
Rückblick: Vor 17 Jahren waren Marni und er ein Paar, bis sie ihn für Nathan verließ. Er schwor daraufhin Rache und vergiftete heimlich Marnis Medizin, so dass sie starb und Nathan sich die Schuld gab. Er erpresste ihn daraufhin und so begann Nathan als Repo Man zu arbeiten.
Rotti Largo schwört dieses Geheimnis nie preiszugeben (Things you see in a Graveyard Teil 2).
Auf dem Friedhof trifft er auf Shilo und bietet ihr eine Heilung für ihre Krankheit an. Er lädt sie zu einem Fest ein, wo auch ihr großes Idol Blind Mag anwesend sein wird.
Nathan ist unterdessen bei seiner Arbeit und ahnt nicht, wo sich seine Tochter befindet (Thankless Job).
Auf dem Fest geraten die Largo Geschwister wieder einmal in Streit. Es zeigt sich, dass Amber Sweet, Rottis Tochter, eine Karriere als Sängerin anstrebt und eifersüchtig auf den Erfolg der GeneCo Sängerin Blind Mag ist. Diese plant ihren Rückzug aus dem Geschäft und begibt sich damit in Gefahr.
Rückblick: Mag kam blind zur Welt. Sie war die beste Freundin von Marni und lernte über sie Rotti Largo kennen. Dieser bot ihr sehende Augen an, wenn sie lebenslang als Stimme für GeneCo arbeiten würde.
Shilo wird inzwischen von ihrem Vater angerufen und dieser will gleich nach Hause kommen. Mit Hilfe des Grabräubers verschwindet Shilo von dem Fest und erlebt auf den Straßen die dunkle Seite der Schönheitsindustrie. Die OPs und das Schmerzmittel Zydrate machen abhängig und viele Leute müssen sich prostituieren um ihre Süchte zu finanzieren. Der Grabräuber liefert das illegale Zydrate und lässt sich dafür bezahlen. Auch Amber Sweet zählt zu seinem Kundenkreis, da nicht bekannt werden darf, dass sie abhängig ist. Shilo erfährt auch von Blind Mags Problem, dass ihr wegen ihres Rücktritts der Besuch des Repo Man droht (Zydrate Anatomy).
Nathan wird in Rottis Büro bestellt. Er soll Blind Mag töten und ihre Augen zurückholen. Jedoch hat er Gewissensbisse, da sie die beste Freundin seiner Frau war und Shilos Patentante ist. Er wird von Rotti und seinen Kindern bedrängt und an die Umstände von Marnis Tod erinnert. Kurzzeitig wird er schwach, lehnt letztendlich aber ab (Night surgeon).
Blind Mag besucht heimlich Shilo zuhause und berichtet, dass sie ihre Patentante ist und dachte sie wäre ebenfalls während der Geburt gestorben. Sie will sie überzeugen ihr Zimmer zu verlassen und das Leben zu genießen. Als Nathan nach Hause kommt, wirft er Mag aus dem Haus und es kommt zu einem Streit zwischen ihm und seiner Tochter (Chase the morning).
Shilo will Mag vor dem Repo Man beschützen, aber Nathan will davon nichts hören und die beiden streiten immer heftiger. Shilo rebelliert gegen ihren Vater und er sperrt sie deswegen in ihrem Zimmer ein (Seventeen).
Rotti Largo hat entschieden seine Firma an Shilo zu vererben. Er lädt sie zum letzten Auftritt von Blind Mag ein und verspricht ihr dort das Heilmittel für ihre Krankheit (Gold).
Alle Figuren machen sich nun bereit für den großen Abend in der Oper (At the Opera tonight). Dort versammelt sich die High Society und zeigt ihre körperlichen Veränderungen und huldigen Rotti Largo und GeneCo (We startet this Op'ra shit).
Nach dem misslungenen Auftritt von Amber Sweet (bei einer Drehung fällt ihre Gesichtshaut ab) beginnt Blind Mag mit ihrer Arie. Darin erklärt sie, lieber wieder blind und frei sein zu wollen. Am Ende sticht sie sich selbst ihre künstlerischen Augen aus. Aus Wut zerschneidet Rotti die Seile, an denen sie über die Bühne schwebt, und Mag wird von der Dekoration aufgespießt (Chromaggia). Rotti erklärt dem geschockten Publikum, dass das alles zur Show gehört.
Hinter der Bühne trifft Shilo auf den Repo Man und schlägt ihn nieder. Nun erkennt sie, dass es sich um ihren Vater handelt. Schwer enttäuscht und wütend wendet sie sich von ihm ab und rennt zur Bühne. Nathan gibt Rotti Largo an allem die Schuld und will ihn töten (Let the monster rise).
Auf der Bühne versammeln sich alle Charaktere und es wird Nathans letztes Geheimnis enthüllt. Shilo war nie krank, sondern wurde von Nathan krank gemacht, damit sie ihn nie verlässt und er sie beschützen kann. Rotti bietet Shilo sein Erbe an, wenn sie ihren Vater sofort erschießt. Nach kurzem überlegen richtet sie die Waffe gegen Rotti. Dieser kann sie ihr entwenden und schießt selbst auf Nathan. Kurz darauf stirbt er selbst an seiner Krankheit. Im Sterben liegend versöhnt sich Nathan mit seiner Tochter und stirbt ebenfalls (I didn't know I'd loved you so much).
Shilo verzichtet auf das Erbe und bricht in ein selbstbestimmtes Leben auf (Genetic Emancipation).
In der Mid-Credit Szene geben die Largo Geschwister bekannt, dass Amber Sweet die Führung von GeneCo übernehmen und alles so weiter führen wird, wie bisher. Für wohltätige Zwecke versteigert sie ihr Gesicht. Luigi tötet die Höchstbietenden und Pavi erhält den Zuschlag. Voller Stolz trägt er das Gesicht seiner Schwester.

## Darsteller

### Hauptcharaktere
- Shilo Wallace (Alexa Vega) ist die 17-jährige Protagonistin des Films. Sie glaubt, an einer seltenen, genetisch bedingten Blutkrankheit zu leiden, und gibt ihrer Mutter die Schuld daran. Die Wahrheit ist allerdings, dass ihr Vater ihr eine Art Gift verabreicht, damit er sich um sie kümmern kann. Shilo singt gerne. Ihr Vorbild ist die berühmte Sopranistin Blind Mag. Sie träumt außerdem von einem unabhängigen, selbstbestimmten Leben.
- Nathan Wallace (Anthony Head) ist der Vater Shilos. Da er sich für den Tod seiner Frau Marni schuldig fühlt, umsorgt er seine Tochter rund um die Uhr. Er sorgt dafür, dass sie krank wird, nur um sich um sie kümmern zu können, was auf einen Fall des Münchhausen-Stellvertretersyndroms schließen lässt. Nach dem Tod seiner Frau kündigte Nathan seine Anstellung als Arzt und unterschreibt einen Vertrag beim Pharmaunternehmen GeneCo, wo er als sogenannter Repo-Man (von engl. repossession – Rückkaufvereinbarung) arbeitet und von GeneCo verkaufte und nicht bezahlte Organe von den Kunden „zurückholt“. Seine Tochter weiß bis kurz vor Ende des Films nichts von dieser Anstellung.
- Rottissimo „Rotti“ Largo (Paul Sorvino) ist der reiche und skrupellose Geschäftsführer von GeneCo und der Besitzer des Fernsehsenders „the Genetic Opera“ (dt. die genetische Oper). Da er an einer unheilbaren Viruserkrankung leidet, sucht er einen Erben für sein Lebenswerk. Seine drei Kinder kommen für ihn dafür allerdings nicht in Frage, da er sie für faul und verdorben hält. Er will vielmehr, dass Shilo sein Erbe antritt. Rotti ist außerdem ein großer Liebhaber der klassischen Oper.
- Magdalene „Blind Mag“ (Sarah Brightman) ist die berühmteste Sopranistin ihrer Zeit. Sie singt in der „Genetic Opera“ und ist außerdem die offizielle Werbestimme von GeneCo. Da sie in der Vergangenheit künstliche Augen von Rottis Unternehmen GeneCo erhalten hat, ist sie verpflichtet, ihr gesamtes Leben für den Fernsehsender zu arbeiten. Obwohl sie weiß, dass der Repo-Man ihre Augen wieder an sich nehmen wird, ist sie entschlossen, ihre Gesangskarriere zu beenden. In ihrer Arie „Chromaggia“ singt sie, dass sie lieber wieder blind als weiterhin gefangen sei. Am Ende des Stücks kratzt sie sich selbst die Augen heraus. Rotti, der die Seile, an denen sie über der Bühne schwebt, kappt, stellt ihren Tod als „Teil der Show“ dar.
- Amber Sweet (geb. Carmela Largo) (Paris Hilton) ist die Zydrate- und Schönheitsoperationssüchtige Tochter Rotti Largos. Sie hält sich selbst für eine begnadete Sängerin, wird aber oft wegen ihres mangelnden Talents verspottet. Die Sängerin Blind Mag ist ihr zutiefst zuwider, und sie freut sich auf den letzten Auftritt und den damit verbundenen Vertragsbruch. Am Ende des Films ist ihr Gesicht aufgrund der vielen Operationen vollständig gelähmt und entstellt.
- Luigi Largo (Bill Moseley) ist der jähzornige älteste Sohn von Rottisimo Largo. Er hat die Angewohnheit, seine Hemden zu zerreißen und seine Angestellten niederzustechen. Er hält sich selbst für den idealen Nachfolger seines Vaters und beschreibt sich selbst als stark, klug und seriös.
- Paviche „Pavi“ Largo (Kevin Graham Ogilvie) ist der eitle, jüngere Sohn Rottis. Da sein Gesicht von Narben entstellt ist, trägt er die Gesichter seiner Geliebten als Maske. Er glaubt, dass seine „übermäßige“ Schönheit ein Grund für das Erbrecht sei.
- Grave Robber (dt. Grabräuber) (Terrance Zdunich) ist der düster-charismatische Erzähler der Geschichte. Er ist ein Zydrate-Dealer, der Kontakt zu Amber Sweet hat; sowohl geschäftlich als auch sexuell. Er gewinnt das Zydrate, das er verkauft, illegal aus Leichen, die er nachts auf dem Friedhof ausgräbt. Laut Rotti ist er ein ehemaliger Auszubildender von GeneCo.

### Andere Charaktere
- Marni Wallace (Sarah Power, gesungen von Nancy Long) ist Shilos tote Mutter. Sie wurde von ihrem ehemaligen Geliebten Rotti Largo vergiftet, da sie Nathan geheiratet hat. Nathan glaubt allerdings bis zu seinem Tod, er sei selbst schuld an ihrem Tod.
- eine alleinerziehende Mutter (Jake Reardon, gesungen von Poe), die als GeneCo-Model arbeitet. Ursprünglich wollte sie sich nur eine Niere erneuern lassen, allerdings endete das ganze auf das Drängen Rottis mit einer „Ganzkörpererneuerung“.
- DJ Granny (Hazel Gorin) arbeitet als DJ in der Genetic Opera.
- Rottis Privatarzt (Al Maini) wird getötet, nachdem er Rotti Largo die schlechte Nachricht von seiner tödlichen Krankheit überbringt.
- Jessica Adams (Jessica Horn) hatte eine Herztransplantation bei GeneCo, die sie aber nicht bezahlen konnte, sodass der Repo-Man ihr das Herz wieder entfernen musste.
- Gitarrist aus dem Lied „Seventeen“ (Joan Jett)

## Musik
Der Film „Repo! The Genetic Opera“ hält den Rekord für das Musical mit den meisten geplanten Musikstücken. Ursprünglich wurden 74 Musikstücke für den Film geschrieben, von denen allerdings „nur“ 38 im Film zu hören sind.

### Im Film sind folgende Werke zu hören
1. „A New World Organ“ – GeneCo Chor
2. „At the Opera Tonight“ – Shilo, Mag, Nathan, Amber, Grave-Robber, Rotti, Luigi, Pavi, und Chor
3. „Crucifixus“ – Mag und der unheimliche Chor
4. „Things You See in a Graveyard“ – Rotti und Trauernde auf dem Friedhof
5. „A Repo Man's Daughter“
6. „Infected“ – Shilo
7. „Legal Assassin“ – Nathan, Marni, und geisterhafte Gestalten
8. „Bravi!“ – Mag, Luigi, Pavi, Rotti, Amber und Angestellte
9. „21st Century Cure“ – Grave-Robber
10. „Lungs and Livers“ – GeneCo Chor
11. „Mark It Up“ – Amber, Luigi, Pavi und Angestellte
12. „Worthy Heirs?“
13. „Can't Get It Up If the Girl's Breathing?“ – Amber und Grave-Robber
14. „Zydrate Anatomy“ – Grave-Robber, Shilo, Amber, Zydrate-Abhängige und Chor
15. „Thankless Job“ – Nathan
16. „Before the Escape“
17. „Night Surgeon“ – Nathan, Rotti, Henchgirls, Luigi, Pavi, und Angestellte
18. „Chase the Morning“ – Mag, Shilo und Marni
19. „Everyone's a Composer“ – Shilo, Mag und Nathan
20. „Come Back“ – Shilo und Nathan
21. „What Chance Has a 17-Year-Old Girl?“ – Shilo und Nathan
22. „Seventeen“ – Shilo und Chor
23. „Happiness is Not a Warm Scalpel“ – Amber und Rotti
24. „Gold“ – Rotti
25. „Depraved Heart Murder at Sanitarium Square“
26. „Tonight We Are Betrayed“ – Nathan
27. „We Started This Op'ra Shit!“ – Band Sänger, Angestellte, Luigi, Pavi, alleinerziehende Mutter, Rotti, Operanpublikum und GeneCo Chor
28. „Rotti's Chapel Sermon“ – Rotti
29. „Needle Through a Bug“ – GraveRobber, Shilo, und Chor
30. „Chromaggia“ – Mag
31. „Mag's Fall“
32. „Piece De Resistance“ – Rotti
33. „Interrogation Room Challenge“
34. „Let the Monster Rise“ – Nathan, Shilo und Chorus
35. „A Ten Second Opera“
36. „I Didn't Know I'd Love You So Much“ – Shilo und Nathan
37. „Genetic Emancipation“ – Shilo und Chor
38. „Genetic Repo Man“ – Grave-Robber und Chor

## Kommentare
- „Mit obercooler Mucke, massig Blut und anderen Körperflüssigkeiten – und Paris Hilton, der im Finale die Gesichtshaut abfällt, Bravo!“ (www.fantasyfilmfest.com)
- „Originell, schrill“ (TV Movie)
- „Bombastic and intentionally gross, Repo! The Genetic Opera has a unique style but lacks the wit and substance to be involving“ (rottentomatoes.com)